# Avant-projet
L'avant-projet est la phase préliminaire d'un projet.

## Présentation
Il s'agit de délimiter, de définir un cadre au projet. Par exemple : 
- budget prévisionnel,
- étapes du projet,
- prestations demandées (en argot de métier, on parle parfois de « livrables », mais cette substantivation triviale de l'adjectif ne doit pas être employée dans les documents écrits),
- acteurs du projet,
- jalonnement et échéances …

L'avant-projet se décline en deux étapes successives : 
- l'avant-projet sommaire (APS). Le but de l'APS est notamment de déterminer les valeurs des paramètres de dimension du projet, de façon à permettre l'estimation du coût du projet. L'APS permet également de fournir aux décideurs une proposition technique quant à la réponse apportée au problème posé, en termes de principes retenus et d'architecture générale. L'APS est l'un des éléments constitutifs du dossier de faisabilité.
- l'avant-projet définitif ou avant-projet détaillé (APD).

## Définitions des références
Les divers avant-projets, qu'ils soient sommaires ou définitifs, disposent d'une législation ou de textes de référence.
Pour les marchés français de construction impliquant un client public (maître d'ouvrage) : État, collectivité territoriale ou établissement public, en dehors des établissements publics à caractère industriel et commercial, c'est le décret 93-1268 du 29 novembre 1993 et l'arrêté du 21 décembre 1993 pris en application de la loi MOP du 12 juillet 1985 qui servent de source.
Bien que ces textes ne soient strictement applicables que dans les cas ci-dessus, l'usage des formules APS et APD se fait fréquemment en référence à ces définitions.
Pour les grands marchés d'équipement ou marchés industriels qui se réfèrent à la notion de management de projet, on doit plutôt rechercher dans les normes françaises FD X50 pour trouver des définitions précises.

## Architecture et construction
Il est d'usage de considérer que la mission générique d'un architecte se décompose comme suit :
| Phase | Élément de mission | Nomenclature                                                                 |
| ----- | ------------------ | ---------------------------------------------------------------------------- |
| 1     | APS                | Avant-projet sommaire                                                        |
| 1     | APD                | Avant-projet définitif / Avant-projet détaillé                               |
| 1     | DPC                | Dossier permis de construire                                                 |
| 2     | PCG                | Projet de conception générale                                                |
| 3     | AMT ou ACT         | Assistance passation marchés de travaux / Assistance aux Contrats de Travaux |
| 3     | DET                | Direction de l’exécution des travaux                                         |
| 3     | AOR                | Assistance aux opérations de réception                                       |

L'avant-projet définitif est donc la mission qui intervient entre l'avant-projet sommaire et le dossier de permis de construire.
Il est composé d'un descriptif détaillé des travaux à accomplir ainsi, en annexe, qu'une estimation chiffrée de leur coût.